# دیو تیلور
دیو تیلور (انگلیسی: Dave Taylor; ۱۷ سپتامبر ۱۹۴۰ – ۱۲ مارس ۲۰۱۷) یک بازیکن فوتبال اهل انگلستان بود.
از باشگاه‌هایی که در آن بازی کرد می‌توان به باشگاه فوتبال جیلینگام، باشگاه فوتبال پورتسموث، باشگاه فوتبال یئوویل تاون و باشگاه فوتبال چلتنهام تاون اشاره کرد.